# Коулрофобія

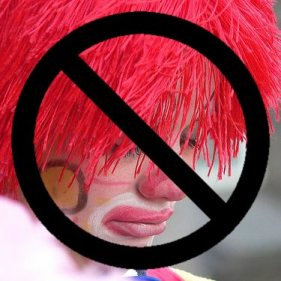
Ні клоунам!

Коулрофобія (англ. Coulrophobia) — панічна боязнь клоунів.
Цей переляк поширений не лише серед дітей, яким обличчя клоуна може видатись нелюдським і страшним, а й серед дорослих. Соціологічні опитування відомих вебпорталів показали, що приблизно 80 із 100 людей не люблять або
бояться клоунів, уникають відвідування циркових вистав і вважають їх гумор дурним та недоречним.
Термін має недавнє походження, ймовірно, починаючи з 1980-х років, і відповідно до одного аналітика, «був придуманий більше в Інтернеті, ніж в друкованому вигляді».
Префікс coulro- може бути неологізмом, походить від давньогрецького слова κωλοβαθριστής (kōlobathristēs), що означає «на палях ходунки.»
 